# Đại Nam nhất thống chí
Đại Nam nhất thống chí (chữ Hán: 大南一統志) là bộ sách dư địa chí (địa lý – lịch sử) Việt Nam, viết bằng chữ Hán do Quốc sử quán triều Nguyễn biên soạn thời vua Tự Đức. Có thể coi đây là bộ sách lớn nhất và quan trọng nhất về địa chí Việt Nam dưới thời phong kiến .

### Bản in thời vua Duy Tân

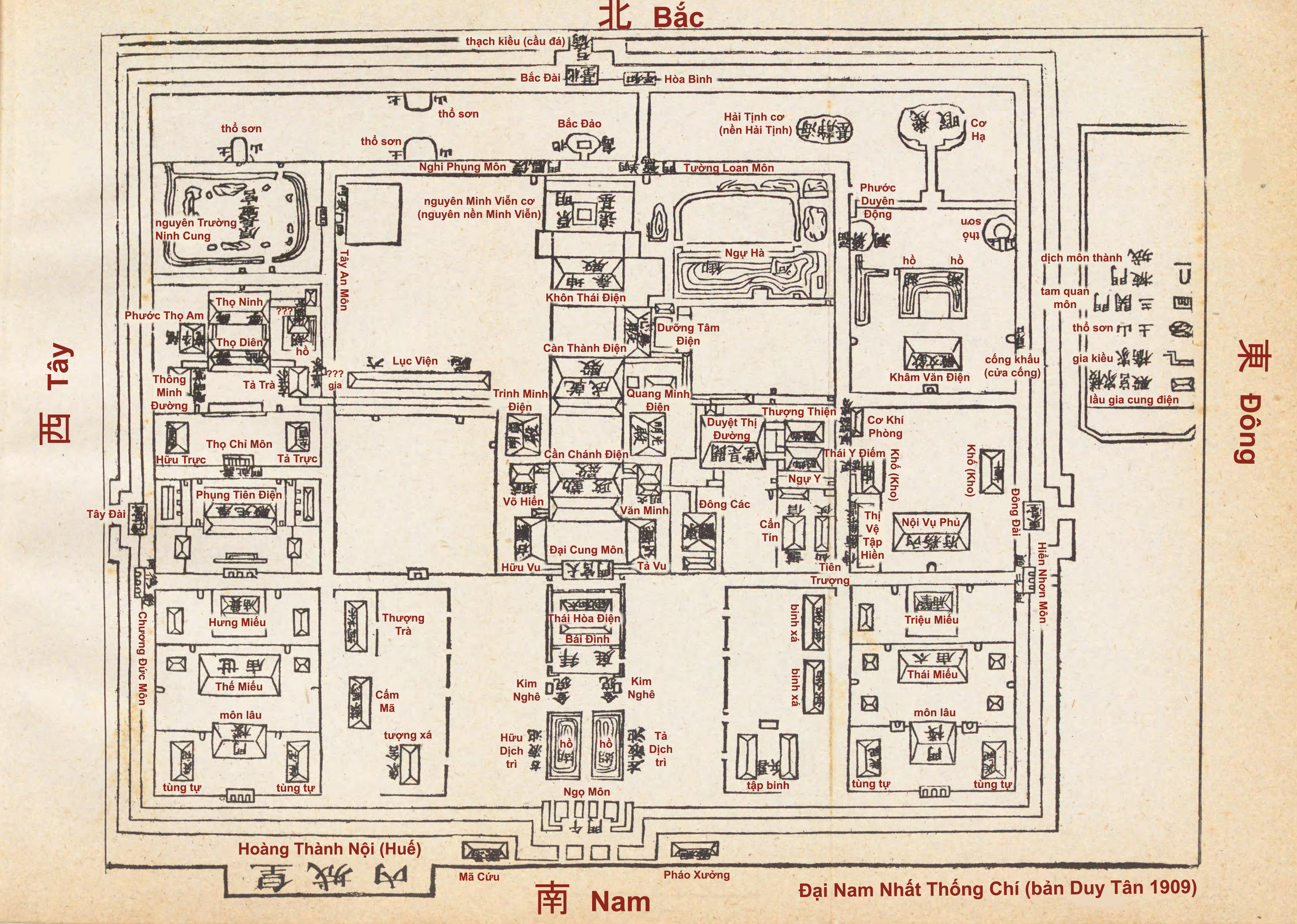
Đại Nam Nhất Thống Chí bản Duy Tân - bản đồ Hoàng thành Nội (Huế) - hướng Bắc ở trên